# Parlement anglais de 1559
Le Parlement de 1559 est le premier parlement du règne d'Élisabeth Ire, reine d'Angleterre à partir de la mort de sa demi-sœur Marie Ire en novembre 1558. Le Parlement d'Angleterre ayant été automatiquement dissous par la mort de Marie, la nouvelle reine convoque le 6 décembre 1558 l'élection d'un nouveau parlement, le scrutin se déroulant en décembre et janvier. L'unique session de ce parlement débute le 23 janvier 1559 et se clôt le 8 mai.

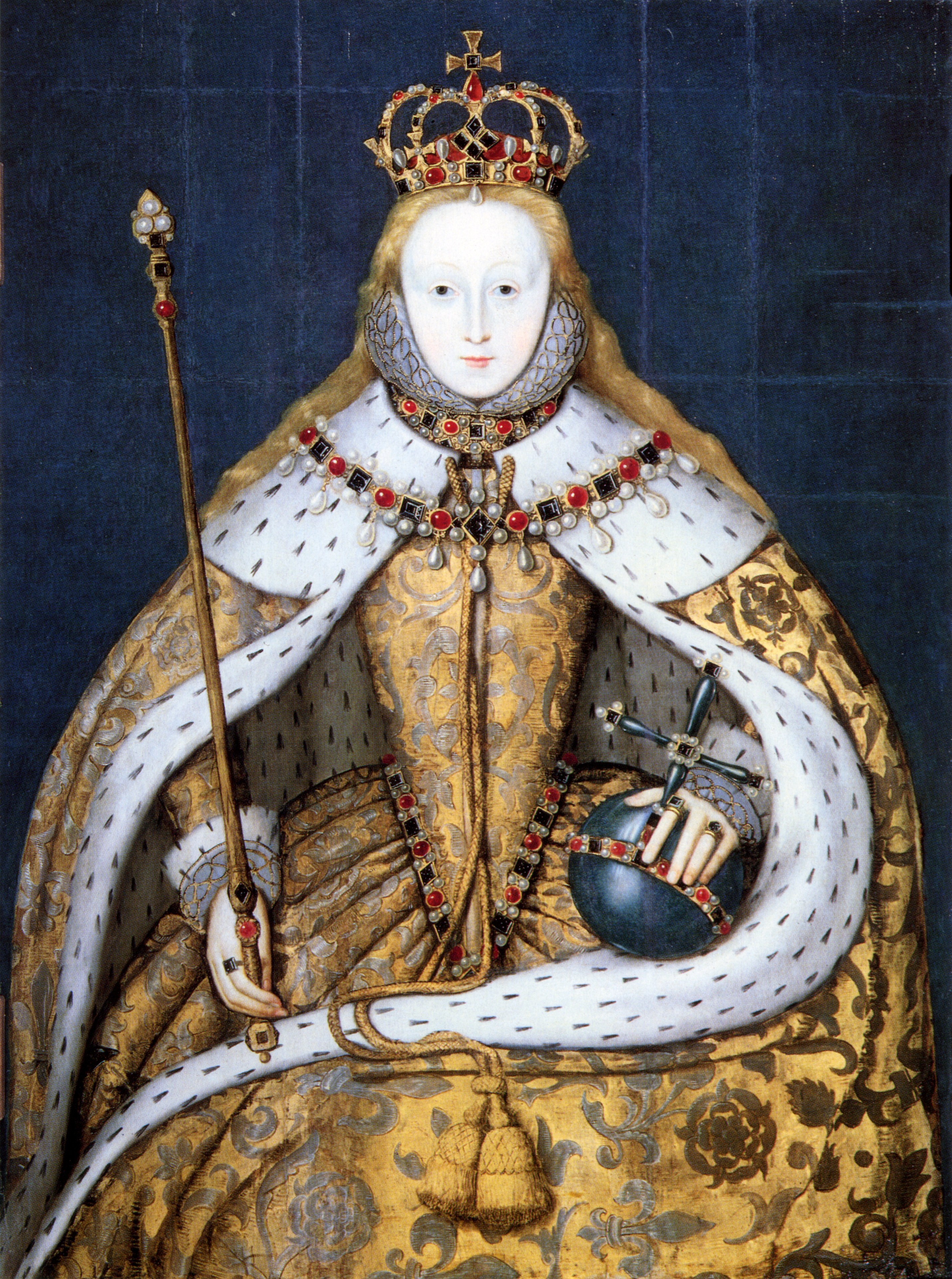
Élisabeth Ire, lors de son couronnement en janvier 1559 à l'âge de 25 ans.

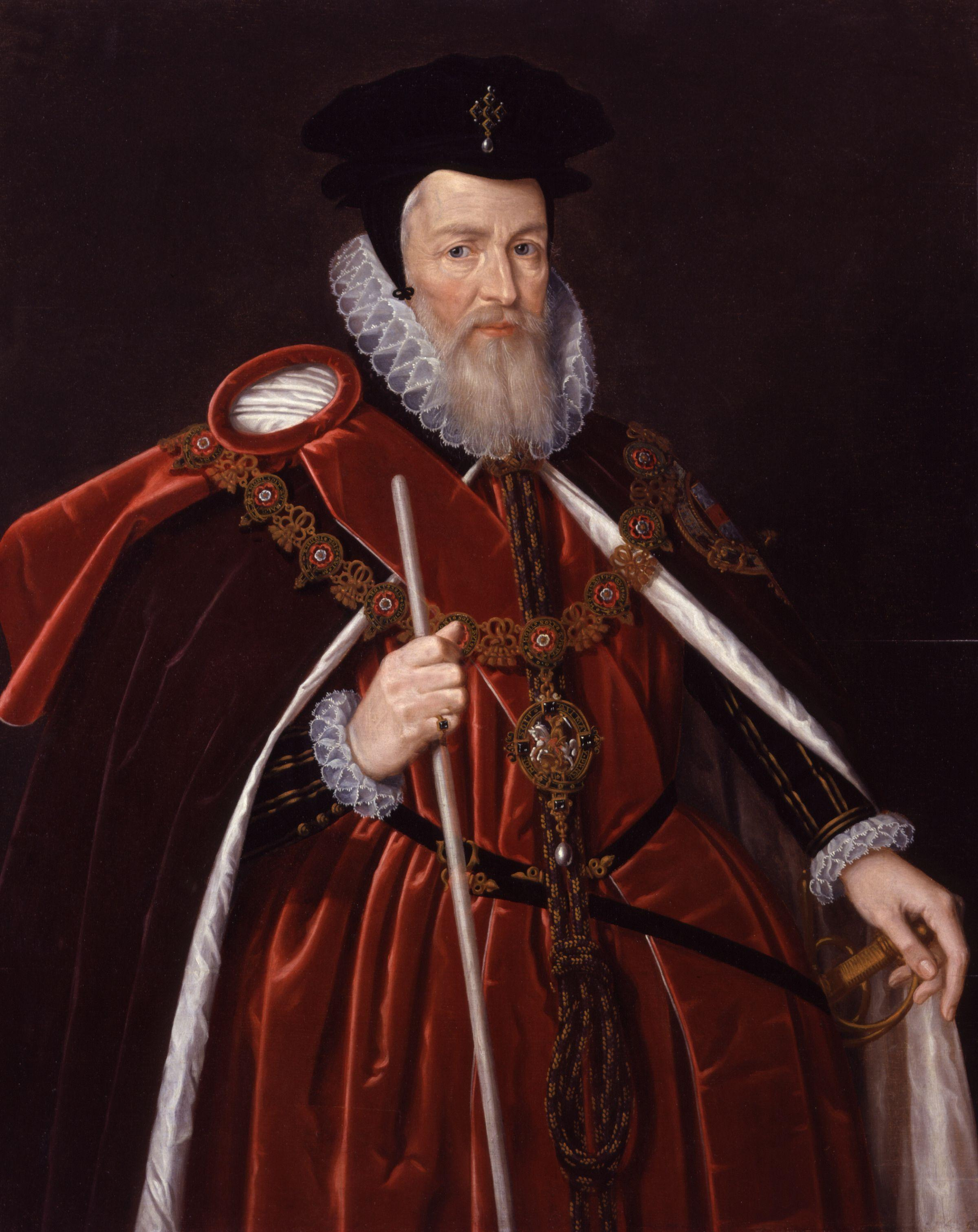
William Cecil, le principal ministre de la reine.

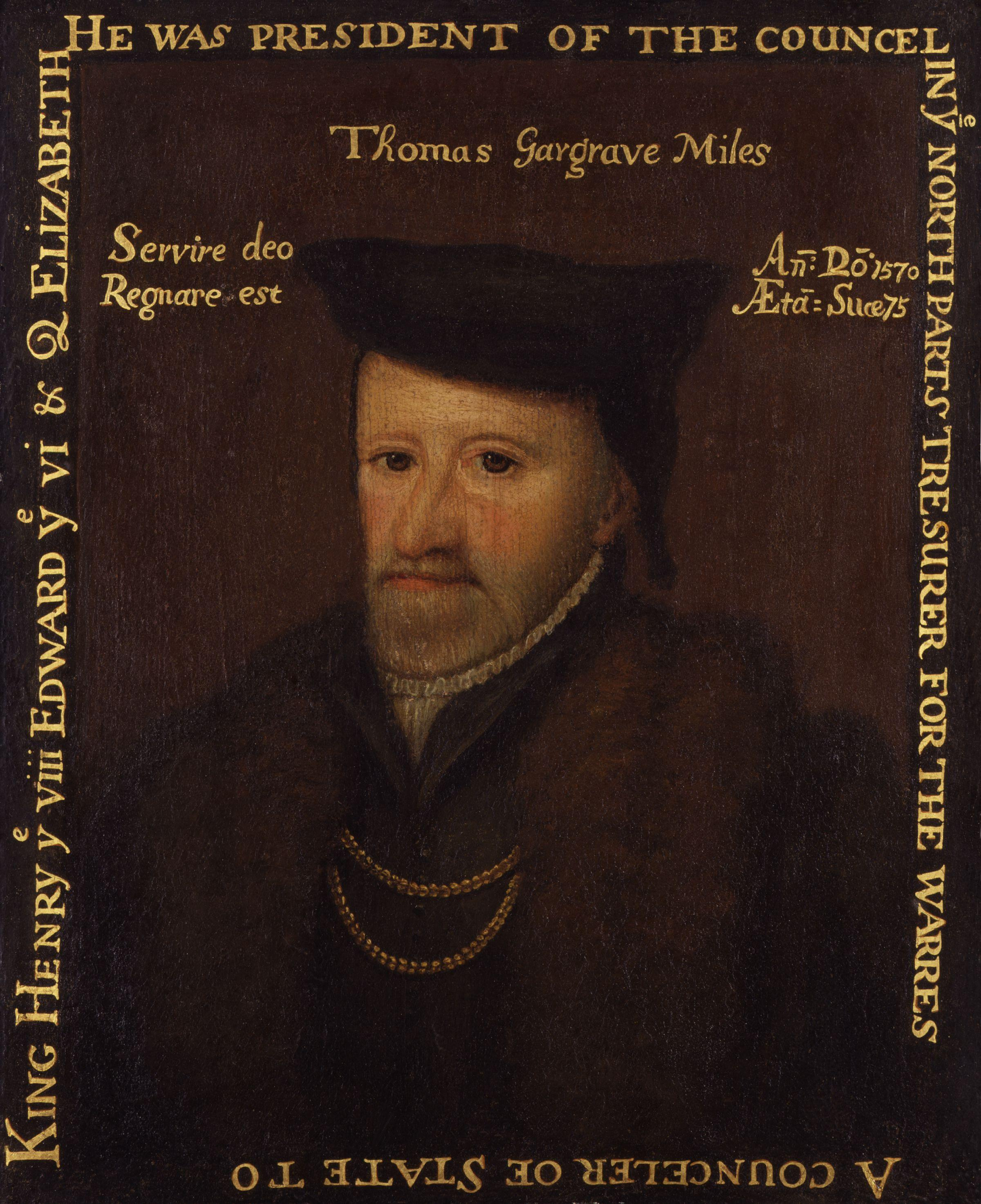
Sir Thomas Gargrave, élu président de la Chambre des communes pour ce parlement.

## Composition
La Chambre des lords rassemble la noblesse de la pairie d'Angleterre et les représentants du clergé. La reine Marie ayant rétabli le catholicisme romain comme seule religion autorisée dans le royaume, le clergé à la Chambre des lords est très majoritairement de conviction catholique, et sera hostile aux réformes religieuses voulues par la nouvelle reine.
La Chambre des communes est composée de représentants des bourgs et des comtés, élus par de riches propriétaires au suffrage censitaire masculin. La Chambre des communes élue pour 1559 compte 402 membres, dont environ un quart seulement étaient membres du parlement précédent. Parmi les membres réélus se trouve William Cecil, député du Lincolnshire, qu'Élisabeth Ire a nommé « Secrétaire principal » (c'est-à-dire son principal ministre, chargé des affaires du royaume dans leur ensemble) dès novembre 1558. Robert Dudley, qui sera un favori de la reine, retrouve son siège de député du Norfolk. Le poète Thomas Sackville, qui trente ans plus tard sera nommé Lord grand trésorier, est élu député d'East Grinstead. Le dramaturge et « parlementaire énergique » Thomas Norton représente le bourg de Gatton.

## Session
En raison du mauvais temps et d'un malaise de la reine, ce n'est que le 25 janvier qu'a lieu la cérémonie d'ouverture du Parlement. La jeune reine est présente, mais ne s'exprime pas, laissant son Gardien du grand sceau d'Angleterre, Sir Nicholas Bacon, présenter aux membres réunis des deux chambres la volonté de la Couronne. Une reine protestante ayant succédé à un monarque catholique, la priorité est d'établir durablement la religion d'État en définissant ce qu'est l'Église d'Angleterre fondée par Henri VIII puis abrogée par Marie. Nicholas Bacon insiste aussi sur la nécessité de maintenir, et donc de financer, les défenses militaires du royaume. Enfin, il indique que la volonté d'Élisabeth tout au long de son règne sera d'assurer la prospérité, la paix et la stabilité dans le pays, en évitant « les changements et les altérations constants » incompatibles avec « tout bon gouvernement ».
Les membres de la Chambre des communes procèdent alors à l'élection de leur président et choisissent Sir Thomas Gargrave, député du Yorkshire. Par la voix de Sir Nicholas Bacon, Élisabeth Ire consent à ce que Thomas Gargrave exerce la présidence de la Chambre. Elle consent également, comme le veut la coutume, à la requête des députés de pouvoir débattre librement et sans crainte d'être incarcérés pour leurs propos.
Le 30 janvier, premier jour de débats à ce parlement, une commission parlementaire est nommée pour préparer le budget qui sera accordé à la reine. La Couronne en reçoit le contrôle des monastères et d'autres édifices religieux, dont Henri VIII avait pris le contrôle mais que Marie avait restitués à l'Église catholique ; les revenus de ces domaines reviennent ainsi pour partie à la Couronne. La reine obtient également, à vie, le bénéfice de la collecte des droits de douane sur les produits entrant dans le royaume. Dans le même temps, le Parlement reconnaît Élisabeth comme souveraine « impériale » d'Angleterre, comme l'avait été son père Henri VIII, niant ainsi toute autorité du pape sur le royaume.
En février, les deux chambres s'accordent pour encourager la reine à se marier rapidement et à se pencher sur la question de sa succession. Élisabeth leur répond que cette question ne les concerne pas, mais qu'elle accueille néanmoins avec bienveillance leurs conseils. Elle ne se mariera de fait jamais.
Les deux principales lois adoptées par ce parlement visent à rétablir durablement l'Église d'Angleterre, protestante, en lieu et place de l'Église catholique romaine. Bon nombre d'évêques à la Chambre des lords s'y opposent vivement. Anthony Browne, vicomte Montagu, qui avait été membre du Conseil privé de la reine Marie, se prononce lui aussi avec force contre ces réformes. « Après de longues disputes », elles sont néanmoins adoptées sous le forme de la loi de Suprématie de 1559 et de la loi d'Uniformité de 1559. La première fait de la reine le gouverneur suprême de l'Église d'Angleterre, interdit à tout Anglais de reconnaître une autorité au pape sur le royaume, et crée l'obligation pour tout membre du clergé ou du service public de prêter serment à la reine en sa qualité de gouverneur suprême de l'Église. Cette loi réduit dans le même temps la liste des actes considérés précédemment comme hérétiques. La loi d'Uniformité crée une obligation pour tout Anglais de se rendre à l'église au moins une fois par semaine, et révise les formulations dans le livre de la prière commune, qui établit l'ensemble des pratiques du culte anglican. Ces deux lois posent les fondements du « Règlement élisabéthain », qui clarifie et établit en effet de manière durable l'Église d'Angleterre.
Ayant mis en œuvre les souhaits de la reine, le Parlement est dissous le 8 mai 1559, dans une atmosphère globalement « harmonieuse ». Le prochain parlement sera convoqué en novembre 1562.